# Mersin (province)

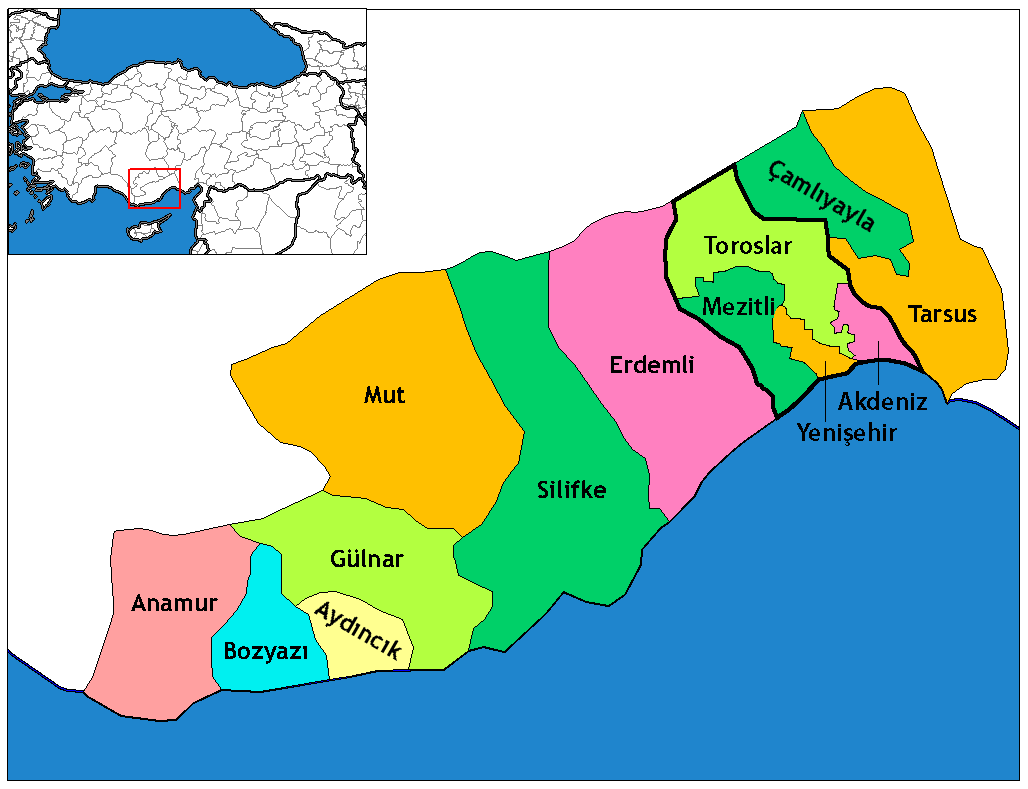
Districts de la province de Mersin

La province de Mersin est une des 81 provinces de la Turquie. Les anciennes provinces de Mersin (créée en 1924) et d’İçel fusionnèrent en 1933 sous le nom de province d’İçel, qui reprit le nom de province de Mersin en 2002. Sa préfecture se trouve dans la ville éponyme de Mersin.

## Géographie
Sa superficie est de 15 853 km2.

## Population
Au recensement de 2000, la province était peuplée d'environ 1 647 899 habitants, soit une densité de population d'environ 104 hab./km2.
| 2000      | 2001      | 2002      | 2003      | 2004      | 2005      | 2006      |
| --------- | --------- | --------- | --------- | --------- | --------- | --------- |
| 1 488 755 | 1 505 196 | 1 519 824 | 1 534 060 | 1 549 054 | 1 564 588 | 1 580 460 |

| 2007      | 2008      | 2009      | 2010      | 2011      | 2012      | 2013      |
| --------- | --------- | --------- | --------- | --------- | --------- | --------- |
| 1 595 938 | 1 602 908 | 1 640 888 | 1 647 899 | 1 667 939 | 1 682 848 | 1 705 774 |

| 2014      | 2015      | 2016      | 2017      | 2018      | 2019      | 2020      |
| --------- | --------- | --------- | --------- | --------- | --------- | --------- |
| 1 727 255 | 1 745 221 | 1 773 852 | 1 793 931 | 1 814 468 | 1 840 425 | 1 868 757 |

| 2021      | 2022      | 2023      | - | - | - | - |
| --------- | --------- | --------- | - | - | - | - |
| 1 891 145 | 1 916 432 | 1 938 389 | - | - | - | - |

## Personnalités locales
Karacaoğlan, Musa Eroğlu, Ahmet Kireççi, Fikri Sağlar, Hüseyin Gezer, Doğan Cüceloğlu, Seyhan Kurt, Aziz İnanıcı, Özdemir İnce, Celal Soycan, İpek Ongun, Suna Tanaltay, Okan Merzeci, Doğan Akça, Macit Özcan, Nevit Kodallı. 

## Administration
La province est administrée par un préfet (en turc : vali).

## Subdivisions
La province est divisée en 10 districts (en turc : ilçe, au singulier).